# Adisucipto International Airport
Adisucipto International Airport (engelska: Adisutjipto International Airport) är en flygplats i Indonesien.   Den ligger i provinsen Yogyakarta, i den västra delen av landet, 400 km öster om huvudstaden Jakarta. Adisucipto International Airport ligger 107 meter över havet.
Terrängen runt Adisucipto International Airport är platt åt nordväst, men åt sydost är den kuperad.Runt Adisucipto International Airport är det mycket tätbefolkat, med 1 221 invånare per kvadratkilometer. Närmaste större samhälle är Yogyakarta, 7,9 km väster om Adisucipto International Airport. Trakten runt Adisucipto International Airport består till största delen av jordbruksmark.